# ناحیه درباسیه
ناحیه درباسیه (به عربی: ناحیة الدرباسیة) یک ناحیه در سوریه است که در منطقه راس العین واقع شده‌است.الدرباسیة ۸٬۵۵۱ نفر جمعیت دارد. این اسم کُردی بوده و به معنی رها و آزاد یا رها و آزاد شده می‌باشد، هرچند که فقط ۳۰ درصد جمعیت آن کُرد است. ناحیه درباسیه ۵۵٬۶۱۴ نفر جمعیت دارد.